# الانتخابات العامة في البوسنة والهرسك 2002
الانتخابات العامة في البوسنة والهرسك 2002 أجريت الانتخابات العامة في البوسنة والهرسك في 5 أكتوبر عام 2002، تم تقسيم الانتخابات لمجلس النواب إلى قسمين: الأول اتحاد البوسنة والهرسك، والثاني جمهورية صرب البوسنة، وقد نص الدستور في الانتخابات الرئاسية على أن كل عرق من الأعراق الوطنية الثلاث تتنتخب رئيسًا يمثلها في مجلس الرئاسة البوسني، انتخب البوشناق سليمان تيهيتش، وانتخب الكروات دراغان كوفتش ، وانتخب الصرب ميركو ساروفتش، وكان إقبال الناخبين 55.5٪.

## النتائج
انتخاب مجلس الرئاسة البوسني المُكون من ثلاثة أشخاص:
- سليمان تيهيتش عن البوشناق، حصل على 15.9% من أصوات البوشناق.
- دراغان كوفتش عن الكوات، حصل على 9.5% من أصوات الكروات.
- ميركو ساروفتش عن الصرب، حصل على 14.9% من أصوات الصرب.